# Jewell Junction
Jewell Junction é uma cidade localizada no estado americano de Iowa, no Condado de Hamilton.

## Demografia
Segundo o censo americano de 2000, a sua população era de 1239 habitantes.
Em 2006, foi estimada uma população de 1206, um decréscimo de 33 (-2.7%).

## Geografia
De acordo com o United States Census Bureau tem uma área de
10,3 km², dos quais 10,0 km² cobertos por terra e 0,3 km² cobertos por água.

## Localidades na vizinhança
O diagrama seguinte representa as localidades num raio de 16 km ao redor de Jewell Junction.